# Táin Bó Cuailnge
Die Táin Bó Cúailnge (irisch [t̪ˠaːnʲ boː ˈkuəlʲɲə], Rinderraub von Cooley, oft kurz Táin genannt) ist die zentrale Sage des Ulster-Zyklus, eines der vier großen Zyklen der mittelalterlichen irischen Literatur, als deren wichtigste Erzählung die Táin gilt. Niedergeschrieben wurde das Heldenepos auf Alt- und Mittelirisch. Es ist größtenteils in Prosa gehalten, enthält aber auch einige Versszenen.
Die Táin schildert den Krieg zwischen den Herrschern der irischen Ländern Connacht und Ulster. Dabei wollen die Connachter den namensgebenden Braunen Bullen von Cooley (Donn Cuailnge) stehlen, wobei ihnen der jugendliche Held Cú Chulainn entgegentritt.

## Der Text
Es sind vier unterschiedliche Textfassungen der Táin Bó Cúailnge erhalten, am bedeutendsten sind die beiden älteren. Die erste ist in zwei Teilen überliefert: Der eine ist ein unvollständiger Text in der Lebor na hUidre („Buch der Dunkelfarbigen Kuh“), einem Manuskript aus dem späten 11. oder frühen 12. Jahrhundert, das im Kloster von Clonmacnoise zusammengestellt wurde. Der andere Teil ist ein ebenfalls unvollständiger Text in einem Manuskript aus dem 14. Jahrhundert, dem Leabhar Buidhe Lecain („Gelbes Buch von Lecan“). Diese zwei Quellen überschneiden sich, ein vollständiger Text kann durch Kombination der beiden Teile rekonstruiert werden. Der Text selbst ist eine Sammlung von zwei oder mehr früheren Versionen, was durch die Zahl der duplizierten Versionen und Referenzen zu anderen Versionen deutlich wird. Viele der Episoden sind gut geschrieben, in der für die altirische Literatur charakteristischen knappen Prosa, das Ganze bleibt jedoch eher zusammenhanglos. Teile dieser Textfassung, vor allem die Verse, werden mit Hilfe linguistischer Beweisführung auf das 8. Jahrhundert datiert, außerdem wird angenommen, dass die Táin schon vor der Niederschrift eine ansehnliche mündliche Tradition hatte.
Die zweite Textfassung ist im Lebor Laignech („Buch von Leinster“) überliefert, das aus dem 12. Jahrhundert stammt. Es scheint eine synkretistische Übung eines Autors gewesen zu sein, der die Lebor na hUidre und unbekannte Quellen, die auch für das Gelbe Buch von Lecan benutzt worden waren, zusammenfügte, um eine stimmige Version der Sage zu schaffen. Während das Resultat inhaltlich ein zufriedenstellendes erzählerisches Ganzes ist, wurde die Sprache zu einem sehr viel farbenfroheren Stil modernisiert, wobei die Magerkeit des Ausdrucks der früheren Textfassung verloren ging. Diese Fassung endet mit einem Schlusswort auf Latein:
„Aber ich, der diese Geschichte aufgeschrieben hat, oder besser diese Legende, gebe gewisse Dinge in dieser Geschichte oder Legende zu bedenken. Denn einige Dinge in ihr sind das Blendwerk der Dämonen; einige sind poetische Erfindungen; einige erscheinen wahr, einige nicht; und einige sind erfunden, um die Dummen zu erfreuen.“
Eine weitere, unvollständige Fassung (Stowe-Fassung), ist nur in Fragmenten aus späteren Manuskripten erhalten.

## Inhalt
Die Táin erzählt die Geschichte des Krieges zwischen den Herrschern von Connacht und Ulster. Hauptcharaktere der Sage sind auf Connachter Seite das Königspaar Ailill mac Máta und Medb sowie der Held Fergus mac Róich, der aus Ulster stammt, aber in Connacht im Exil lebt, und auf Seiten Ulsters König Conchobor und der 17-jährige Held Cú Chulainn. Cú Chulainn ist der Ziehsohn von Fergus. Am Anfang der Sage steht die Mobilisierung der Truppen von Connacht in der Hauptstadt Cruachan auf Befehl der Königin Medb. Sie greift – unterstützt durch die verbündeten Länder Mide, Leinster und Munster – Ulster an, obwohl Fedelm davon abrät. Ziel ist, Donn Cuailnge in ihren Besitz zu bringen. Auf Ulster liegt der Fluch, dass seine Krieger in Zeiten äußerster Gefahr für das Land in Wehen fallen und so kampfunfähig sind (Noínden Ulad, „Die Schwäche der Ulter“). Nur Cú Chulainn ist von diesem Fluch verschont, so verteidigt er Ulster zunächst allein.
In der ersten Fassung der Táin wird Connachts Angriff als selbstverständlich vorausgesetzt und nicht weiter erläutert. Die zweite Fassung enthält einen Prolog, in dem Ailill und Medb im Ehebett den Wert ihrer Besitztümer vergleichen und herausfinden, dass die einzige Sache, in der sie sich unterscheiden, Ailills Besitz des sehr fruchtbaren Bullen Findbennach ist. Dieser wurde in Medbs Herde geboren, wollte jedoch nicht von einer Frau besessen werden und schloss sich Ailill an. Um mit ihrem Ehemann gleichzuziehen, will Medb den gleich starken Stier Donn Cuailgne haben – dieser befindet sich jedoch im Besitz von Conchobor. Nach einem erfolglosen Versuch ihres Boten Mac Roth, den Stier auszuleihen, beginnt der Krieg.
Während des Feldzuges haben Fergus und Medb ein Verhältnis, das Ailill aus strategischen Gründen toleriert. Auch bietet die Königin jedem Helfer im Kampfe ihre Tochter Findabair als Preis an. Zu Beginn des Angriffs ist Cú Chulainn, der große Held von Ulster, auf einer Verabredung, obwohl er eigentlich die Grenze bewachen sollte. So kann Medb den Bullen erobern, Cú Chulainn es aber verhindern, dass sie ihn mit nach Connacht nimmt, indem er das Recht auf Einzelkämpfe an Furten beschwört. So besiegt er einzeln die Connachter Helden, die Kämpfe dauern monatelang an. Als ihm schließlich Fergus, sein Ziehvater, gegenübertritt, ergibt Cú Chulainn sich unter der Bedingung, dass sich bei ihrem nächsten Zusammentreffen Fergus ergeben möge. Schließlich kämpft Cú Chulainn drei Tage lang mit seinem Ziehbruder und besten Freund Fer Diad. Cú Chulainn siegt dank seines Speeres Gae Bolga.
Am Ende erholen sich die Krieger von Ulster von dem Fluch, zuerst einzeln, schließlich alle, und der Kampf entbrennt. Er endet, als Fergus sein Versprechen einlöst und mit seiner Armee das Schlachtfeld verlässt. Auch Connachts Verbündete fliehen, und Medb ist zur Aufgabe gezwungen. Trotzdem kann sie Donn Cuailgne zurück nach Connacht bringen, wo er gegen Findbennach kämpft und ihn tötet. Nach dem Kampf zieht der mächtige Bulle durch Irland, wobei er einer Reihe von Orten ihren Namen gibt, schließlich stirbt er vor Erschöpfung.
Die Táin hat einige Vorgängersagen, wie die Táin Bó Flidhais („Das Wegtreiben von Flidais' Rindern“), die die Geschichten der Hauptcharakteren schildern. Sie erklären die Anwesenheit führender Ulster-Leute im Lager der Connachter, den Fluch, der auf den Verteidigern Ulsters liegt, sowie den magischen Ursprung der Stiere Donn Cuailgne und Findbennach.

## Hintergrund
Die Welt der Táin ist eine Art vorchristliches Heldenzeitalter. In Irland war Viehbesitz bis in die frühe Neuzeit hinein oft weitaus bedeutender als Landbesitz, der Viehraub (táin [taːnʴ]) blieb bis ins 16. Jahrhundert hinein die normale Kriegsform. Auch die politische Feindschaft zwischen Ulster und den anderen irischen Provinzen ist historisch.
Die Táin enthält viele Motive, die in der altirischen Literatur und speziell im Ulster-Zyklus oft auftauchen. Das für die altirische Literatur typische Ideal des Gleichgewichts aus ungestümem Heldentum auf der einen und vorsichtiger Klugheit auf der anderen Seite wird in der Táin durch das Königspaar Ailill (Vorsicht) und Medb (Heldentum) verkörpert. Auch die Dreiecksbeziehung – hier zwischen Medb, Fergus und Ailill – ist in einigen anderen irischen Texten wie der Longas mac nUislenn („Die Verbannung der Söhne Uislius“) anzutreffen.
Auch in der Benutzung von sogenannten dindsenchas steht die Táin innerhalb der altirischen Literatur nicht alleine da. Unter dinnshenchas ist hier die Gewohnheit zu verstehen, Orte nach Ereignissen der Sage zu benennen, so dass der Name später Einblick in die Ortsgeschichte geben kann. Dies fungiert auch als Hilfe für den Leser, der sich über den Namen die vorangegangenen Ereignisse ins Gedächtnis rufen kann. Der Schluss der Sage, in der der Braune Stier durch Irland zieht und durch seine Taten Ortsnamen entstehen, ist in diesem Zusammenhang zu sehen.

## Moderne Rezeption

### Übersetzungen und Editionen
Die am einfachsten zugängliche Übersetzungsvariante ist die des Dichters Thomas Kinsella (The Tain; deutsch: Der Rinderraub, übers. von Susanne Scharp) aus dem Jahr 1969, die hauptsächlich auf der ersten Textfassung beruht. Auch Cecile O’Rahilly hat mehrere akademische Editionen und Übersetzungen beider Textfassungen veröffentlicht (Táin Bó Cúailgne from the Book of Leinster, 1967; Táin Bó Cúailnge Recension 1, 1976). Winifred Faradays The Cattle-Raid of Cualnge (1904) übersetzt die erste Textfassung, Joseph Dunns The ancient Irish Epic Tale Táin Bó Cúailnge (1914) die zweite, mit einigen ergänzenden Passagen aus der ersten Textfassung und der Stowe-Variante.

### Populärkultur
Die irische Folkband Horslips nannte eines ihrer Konzeptalben The Táin (1973). Auch eine Single der Indie-Band The Decemberists aus dem Jahr 2004 heißt The Táin. Terry Rileys Chanting the Light of Foresight ist eine programmatische Darstellung der Sage.
Eine irische Tanzmusikgruppe (Céilíband) trägt den Namen „Táin Céilí Band“.

### Textfassungen im Internet
- Buch-von-Leinster-Fassung
- Lebor-na-hUidre-Fassung

### Online-Übersetzungen
- Winifred Faradays Version
- Joseph Dunns Version
- Cecile O’Rahillys Version